# Trichomonadidae
Famille
Synonymes
- Trichomonadaceae[1]

Les Trichomonadidae sont une famille de protozoaires de l'ordre des Trichomonadida.

## Systématique
La famille des Trichomonadidae a été créée en 1918 par les biologistes Albert John Chalmers (d) (1870-1920) et Wäinö Pekkola (d) (?-?), tous deux travaillant alors au Wellcome Tropical Research Laboratories à Khartoum.

## Liste des sous-familles et des genres
Selon The Taxonomicon (30 septembre 2022) :
- Pentatrichomonoidinae B.M. Honigberg, 1963
  - Pentatrichomonoides Kirby, 1931
- Trichomitopsinae G. Brugerolle, 1977
  - Pseudotrypanosoma Grassi, 1917
  - Trichomitopsis Kofoid & Swezy, 1919
- Trichomonadinae Chalmers & Pekkola, 1918
  - Trichomonas Donné, 1836
  - Tetratrichomonas Parisi, 1910
  - Pentatrichomonas Mesnil, 1914
- non classés :
  - Cochlosoma Kotlán, 1923
  - Lacusteria Yubuki, Céza, Cepicka, Yabuki, Inagaki, Nakayama, Inouye & Leander, 2010

Selon GBIF (19 novembre 2021) :
- Cimaenomonas B.Grassi, 1882
- Cyathomastix Prowazek & Werner, 1915
- Exechlyga A.C.Stokes, 1884
- Lacusteria Yubuki, Céza, Cepicka, Yabuki, Inagaki, Nakayama, Inouye & Leander, 2010
- Paratrichomonas Gabel, 1954
- Pentatrichomastix Wenrich, 1924
- Pentatrichomonas Mesnil, 1914
- Pentatrichomonoides Kirby, 1931
- Prolophomonas L.R.Cleveland, S.R.Hall, E.P.Sanders & J.Collier, 1934
- Pseudotrypanosoma Grassi, 1920
- Saenolophus R.Leuckart, 1863
- Tetratrichomonas Parisi, 1910
- Trichomitopsis Kofoid & Swezy, 1919
- Trichomitus Swezy, 1915
- Trichomonas A.Donné, 1836
- Tritrichomonas Kofoid, 1920